# 染色体ワークショップ
染色体ワークショップ（せんしょくたいワークショップ）は、日本の染色体研究者が集まる研究集会である。1984年に第１回が京都で開かれて以来、毎年開催されている。学術学会が主催する例会ではなく、ボランティアベースで運営されているのが特徴の１つである。初期は、ワークショップ「染色体の構築」と呼ばれていた。2012年の第30回からは、独立した研究集会であった「核ダイナミクス研究会」との共催で行われている。

## 沿革
| 回                                    | 開催年月        | 開催地                 | 世話役                                 | 備考                            |
| ------------------------------------- | --------------- | ---------------------- | -------------------------------------- | ------------------------------- |
| 第１回 ワークショップ「染色体の構築」 | 1984年          | 京都府京都市           | 柳田充弘                               |                                 |
| 第２回 ワークショップ「染色体の構築」 | 1985年          | 京都府京都市           | 柳田充弘                               |                                 |
| 第３回 ワークショップ「染色体の構築」 | 1986年2月       | 京都府京都市           | 柳田充弘                               |                                 |
| 第４回 ワークショップ「染色体の構築」 | 1987年2月       | 京都府京都市           | 柳田充弘・丹羽修身                     |                                 |
| 第５回 ワークショップ「染色体の構築」 | 1988年2月       | 静岡県田方郡函南町     | 柴田武彦・川崎勝己                     |                                 |
| 第６回 ワークショップ「染色体の構築」 | 1989年2月       | 静岡県田方郡函南町     | 柴田武彦                               |                                 |
| 第７回 ワークショップ「染色体の構築」 | 1990年2月       | 福岡県福岡市           | 西本毅治                               | 国際シンポジウム共催            |
| 第８回 ワークショップ「染色体の構築」 | 1991年2月       | 三重県三重郡菰野町     | 升方久夫・舛本 寛（岡崎恒子）          |                                 |
| 第９回 ワークショップ「染色体の構築」 | 1992年2月       | 滋賀県近江八幡市       | 丹羽修身・中世古幸信                   |                                 |
| 第10回 染色体ワークショップ？         | 1993年2月       | 大阪府四條畷市         | 釣本敏樹・米田悦啓・中西真人・荒木弘之 |                                 |
| 第11回 染色体ワークショップ           | 1994年2月       | 群馬県吾妻郡嬬恋村     | 若狭暁・池田穣衛                       |                                 |
| 第12回 染色体ワークショップ           | 1995年2月       | 新潟県新潟市           | 木南凌                                 |                                 |
| 第13回 染色体ワークショップ           | 1996年2月       | 宮城県岩沼市           | 水野重樹・原田昌彦                     |                                 |
| 第14回 染色体ワークショップ           | 1997年2月       | 兵庫県神戸市           | 平岡泰                                 |                                 |
| 第15回 染色体ワークショップ           | 1998年2月       | 奈良県奈良市           |                                        |                                 |
| 第16回 染色体ワークショップ           | 1999年1月       | 神奈川県三浦郡葉山町   | 丹羽修身・島貫瑞樹                     |                                 |
| 第17回 染色体ワークショップ           | 2000年1月       | 兵庫県神戸市           | 平岡泰                                 |                                 |
| 第18回 染色体ワークショップ           | 2001年1月       | 神奈川県三浦郡葉山町   | 石川冬木                               |                                 |
| 第19回 染色体ワークショップ           | 2002年1月       | 兵庫県神戸市           | 平岡泰                                 |                                 |
| 第20回 染色体ワークショップ           | 2003年1月       | 京都府京田辺市         | 石川冬木                               |                                 |
| 第21回 染色体ワークショップ           | 2004年1月       | 静岡県熱海市           | 柴田武彦                               |                                 |
| 第22回 染色体ワークショップ           | 2005年1月       | 宮城県仙台市           | 丹羽修身・岡崎孝映・原田昌彦           |                                 |
| 第23回 染色体ワークショップ           | 2006年1月       | 広島県廿日市市         | 土屋英子・田代聡                       |                                 |
| 第24回 染色体ワークショップ           | 2007年1月       | 佐賀県唐津市           | 高橋孝太                               |                                 |
| 第25回 染色体ワークショップ           | 2008年1月       | 静岡県熱海市           | 渡邊嘉典                               |                                 |
| 第26回 染色体ワークショップ           | 2009年1月       | 兵庫県姫路市           | 中山潤一・田中克典                     |                                 |
| 第27回 染色体ワークショップ           | 2010年1月       | 静岡県御殿場市         | 深川竜郎・仁木宏典                     |                                 |
| 第28回 染色体ワークショップ           | 2011年1月       | 石川県加賀市           | 篠原美紀・篠原彰                       |                                 |
| 第29回 染色体ワークショップ           | 2012年1月       | 宮城県仙台市           | 平野達也・胡桃坂仁志                   |                                 |
| 第30回 染色体ワークショップ           | 2012年12月      | 兵庫県淡路市           | 平岡泰・原口徳子                       | 第11回 核ダイナミクス研究会共催 |
| 第31回 染色体ワークショップ           | 2013年11月      | 神奈川県足柄下郡箱根町 | 今本尚子・吉村成弘                     | 第12回 核ダイナミクス研究会共催 |
| 第32回 染色体ワークショップ           | 2014年12月      | 広島県廿日市市         | 田代聡・斉藤典子                       | 第13回 核ダイナミクス研究会共催 |
| 第33回 染色体ワークショップ           | 2016年1月       | 宮城県宮城郡松島町     | 田中耕三・原田昌彦                     | 第14回 核ダイナミクス研究会共催 |
| 第34回 染色体ワークショップ           | 2017年1月       | 千葉県木更津市         | 舛本寛・浦聖恵                         | 第15回 核ダイナミクス研究会共催 |
| 第35回 染色体ワークショップ           | 2017年12月      | 愛知県西尾市           | 大隅圭太・中山潤一                     | 第16回 核ダイナミクス研究会共催 |
| 第36回 染色体ワークショップ           | 2019年1月       | 兵庫県宝塚市           | 深川竜郎・加納純子                     | 第17回 核ダイナミクス研究会共催 |
| 第37回 染色体ワークショップ           | 2019年12月      | 新潟県新発田市         | 広田亨・斉藤典子                       | 第18回 核ダイナミクス研究会共催 |
| 第38回 染色体ワークショップ           | 2021年1月       | オンライン             | 大川恭行・高橋達郎                     | 第19回 核ダイナミクス研究会共催 |
| 第39回 染色体ワークショップ           | 2021年12月      | オンライン             | 木村宏・落合博                         | 第20回 核ダイナミクス研究会共催 |
| 第40回 染色体ワークショップ           | 2022年12月      | オンライン             | 平谷伊智朗・木村暁                     | 第21回 核ダイナミクス研究会共催 |
| 第41回 染色体ワークショップ           | 2024年1月       | 神奈川県小田原市       | 胡桃坂仁志・岸雄介・堀越直樹           | 第22回 核ダイナミクス研究会共催 |
| 第42回 染色体ワークショップ           | 2025年1月       | 大分県別府市           | 石黒啓一郎・川島茂裕                   | 第23回 核ダイナミクス研究会共催 |
| 第43回 染色体ワークショップ           | 2026年2月(予定) | 宮城県仙台市           | 大学保一・鐘巻将人                     | 第24回 核ダイナミクス研究会共催 |